# Kornstorlek

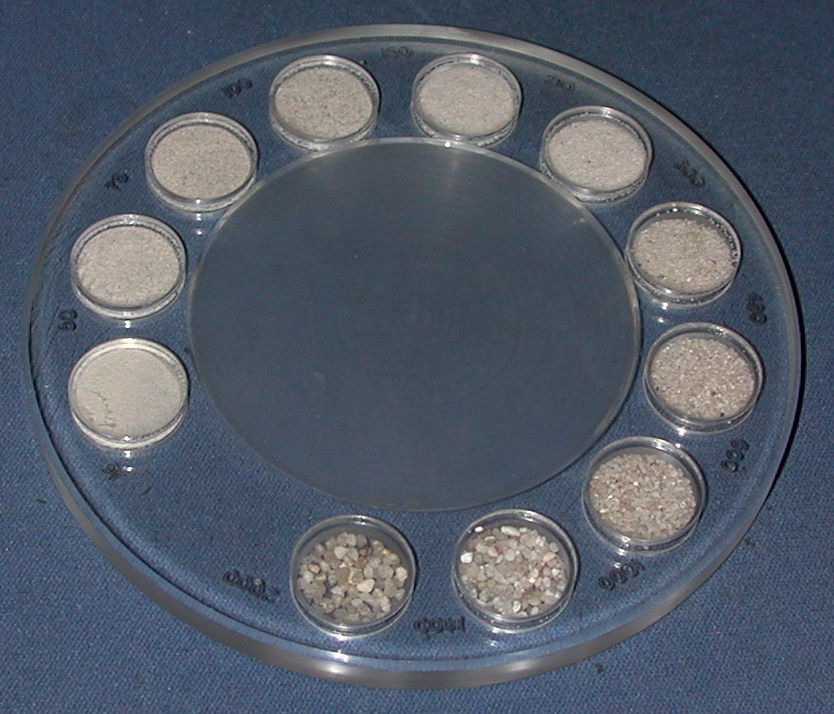
Mineralpartiklar av storleken 16 μm-2 mm.

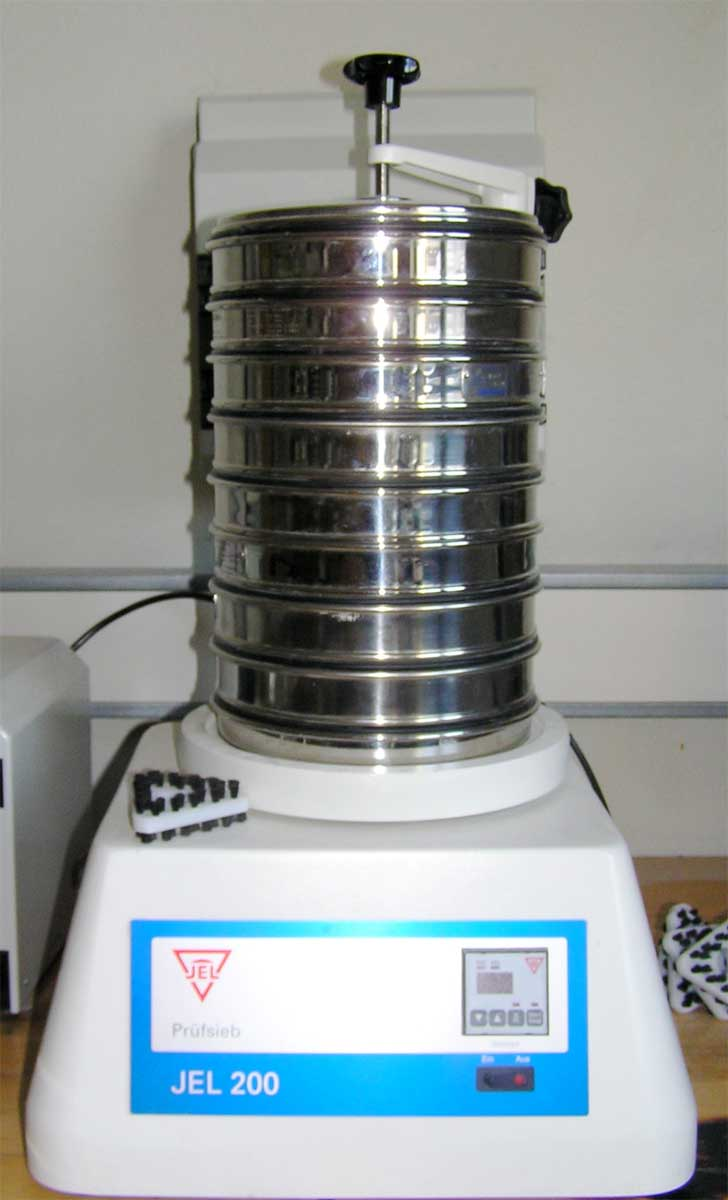
Siktmaskin för laboratoriebruk

Kornstorlek är en viktig parameter inom bergarts- och jordartsklassificering för att karakterisera de mineralpartiklar som ingår i en bergart eller jordart. Kornstorleken är partiklarnas diameter, och såväl själva storleken som fördelningen mellan olika storlekar påverkar jordarters egenskaper.

## Bestämning av kornstorlek
Kornstorleken för en jordart och dess fördelning bestäms med hjälp av siktning för grövre fraktioner.

## Korngruppsskalor
En korngruppsskala innehåller benämningar på kornstorlekar beroende på deras storlek. Olika skalor används i olika länder. De flesta korngruppsskalor är logaritmiskt uppbyggda för att kunna täcka in den stora variation i kornstorlek som förekommer i olika jordarter, från kolloidala partiklar mindre än 1 mikrometer i storlek till stora stenblock.

### Sverige
I Sverige är tre olika system vanligt använda, Atterbergs korngruppsskala, Svenska Geotekniska Föreningens (SGF) skala, samt från 2002 den svenska implementeringen av den europeiska och internationella standarden SS-EN ISO 14688-1.
Atterbergs korngruppsskala skapades i sin ursprungliga form 1903 av kemisten och jordbruksforskaren Albert Atterberg. Han justerade därefter själv beteckningarna i den 1905 och 1912. Skalan använder en beteckning per tiopotens i kornstorlek, med gränser vid 2 μm, 20 μm, 0,2 mm och så vidare upp till 200 mm. I skalan finns även en finare indelning i två undergrupper med en gräns vid 6 μm, 60 μm och så vidare. Den form av "Atterbergskalan" som vanligen används, är en form med modifierade beteckningar som ingick i det klassificeringsschema för jordarter som togs fram av 1953 års jordartskommitté. Beteckningarna, som delvis är annorlunda än Atterbergs egna, är de som användes av geologen Gunnar Ekström i hans avhandling från 1927. Denna form av Atterbergskalan används fortfarande i många jordbruks- och skogsbrukssammanhang.
SGF:s skala, som togs fram 1981 och slutligen fastställdes 1984, är relativt lik Atterbergs, och använder samma princip och numeriska värden för gränserna. Några termer är dock utbytta (mjäla och mo har ersatts av silt och finsand) och några gränser är justerade så att de flesta beteckningar används över en och en halv tiopotens. Skalan togs fram av SGF:s laboratoriekommitté eftersom Atterbergskalan inte ansågs passa så bra i geotekniska sammanhang, och innebar också en viss anpassning till internationella normer. SGF-skalan används bland annat av Sveriges geologiska undersökning (SGU).
År 2002 blev en europeisk standard även svensk standard (SS-EN ISO 14688-1). Denna skiljer sig från SGF-skalan genom att gränserna för grupperna flyttade från det numeriska värdet 6 till 6,3, samt att block börjar vid 200 mm, istället för 600 mm. Förkortningarna för de olika grupperna skrivs också på engelska.
| Storlek     | Jordartskommittén 1953 (Atterbergskala med modifierade beteckningar) | Jordartskommittén 1953 (Atterbergskala med modifierade beteckningar) | SGF 1984 | SGF 1984   | Storlek     | SS-EN ISO 14688-1 (2002) | SS-EN ISO 14688-1 (2002) | SS-EN ISO 14688-1 (2002) |
| ----------- | -------------------------------------------------------------------- | -------------------------------------------------------------------- | -------- | ---------- | ----------- | ------------------------ | ------------------------ | ------------------------ |
| > 2000 mm   | Block                                                                |                                                                      | Block    | Grovblock  | > 2000 mm   | Block                    | Stora block              | LBo                      |
| 600–2000 mm | Block                                                                |                                                                      | Block    |            | 630–2000 mm | Block                    | Stora block              | LBo                      |
| 200–600 mm  | Block                                                                |                                                                      | Sten     | Grovsten   | 200–630 mm  | Block                    |                          | Bo                       |
| 60–200 mm   | Sten                                                                 |                                                                      | Sten     | Mellansten | 63–200 mm   | Sten                     |                          | Co                       |
| 20–60 mm    | Sten                                                                 |                                                                      | Grus     | Grovgrus   | 20–63 mm    | Grus                     | Grovgrus                 | CGr                      |
| 6–20 mm     | Grus                                                                 | Grovgrus                                                             | Grus     | Mellangrus | 6,3–20 mm   | Grus                     | Mellangrus               | MGr                      |
| 2–6 mm      | Grus                                                                 | Fingrus                                                              | Grus     | Fingrus    | 2–6,3 mm    | Grus                     | Fingrus                  | FGr                      |
| 0,6–2 mm    | Sand                                                                 | Grovsand                                                             | Sand     | Grovsand   | 0,63–2 mm   | Sand                     | Grovsand                 | CSa                      |
| 0,2–0,6 mm  | Sand                                                                 | Mellansand                                                           | Sand     | Mellansand | 0,2–0,63 mm | Sand                     | Mellansand               | MSa                      |
| 60–200 μm   | Mo                                                                   | Grovmo                                                               | Sand     | Finsand    | 63–200 μm   | Sand                     | Finsand                  | FSa                      |
| 20–60 μm    | Mo                                                                   | Finmo                                                                | Silt     | Grovsilt   | 20–63 μm    | Silt                     | Grovsilt                 | CSi                      |
| 6–20 μm     | Mjäla                                                                | Grovmjäla                                                            | Silt     | Mellansilt | 6,3–20 μm   | Silt                     | Mellansilt               | MSi                      |
| 2–6 μm      | Mjäla                                                                | Finmjäla                                                             | Silt     | Finsilt    | 2–6,3 μm    | Silt                     | Finsilt                  | FSi                      |
| 0,6–2 μm    | Ler                                                                  |                                                                      | Ler      |            | 0,63–2 μm   | Ler                      |                          | Cl                       |
| < 0,6 μm    | Ler                                                                  |                                                                      | Ler      | Finler     | < 0,63 μm   | Ler                      |                          | Cl                       |

De tidigare beteckningarna för huvudgrupperna i Atterbergskalan var följande:
| Storlek   | Atterberg 1903 | Atterberg 1905 | Atterberg 1912 | Ekström 1927 |
| --------- | -------------- | -------------- | -------------- | ------------ |
| > 200 mm  | Block          | Block          | Block          | Block        |
| 20–200 mm | Sten           | Klapper        | Klapper        | Sten         |
| 2–20 mm   | Grus           | Grus           | Grus           | Grus         |
| 0,2–2 mm  | Sand           | Sand           | Sand           | Sand         |
| 20–200 μm | Mo             | Mo             | Mo             | Mo           |
| 2–20 μm   | Lättler        | Lättler        | Mjuna          | Mjäla        |
| < 2 μm    | Ler            | Ler            | Slam eller ler | Ler          |

### Övriga Europa
Före införandet av den europeiska standarden användes i Danmark, Norge och Finland skalor med samma gränser för huvudgrupperna som SGF-skalan, och samma beteckningar på respektive språk.
I Tyskland och Österrike användes tidigare en skala fastställd i standarden DIN 4022. Huvudgruppernas gränser är i denna i stort sett de samma som för SGF-skalan, men ligger numeriskt på 2 och 6,3 istället för 2 och 6, i likhet med senare införd europeisk standard. Block är också en undergrupp till sten på DIN-skalan.
I Frankrike användes en skala med gränser för huvudgrupperna motsvarande Atterbergskalan.

### USA
I USA har länge Chester K. Wentworths skala från 1922 varit utbredd. Den var en modifiering av en tidigare skala publicerad av den svensk-amerikanska geologen Johan A. Udden 1898, och kallas därför ibland för Udden-Wentworth-skalan. I likhet med Atterberg-skalan är den logaritmiskt uppbyggd, men baserar sig på 2-logaritmer.
| Storlek                          | Wentworth-skalan | Wentworth-skalan  |
| -------------------------------- | ---------------- | ----------------- |
| > 256 mm                         | Block            |                   |
| 64–256 mm                        | Sten             |                   |
| 32–64 mm                         | Grus             | Mycket grovt grus |
| 16–32 mm                         | Grus             | Grovt grus        |
| 8–16 mm                          | Grus             | Mellangrus        |
| 4–8 mm                           | Grus             | Fingrus           |
| 2–4 mm                           | Grus             | Mycket fint grus  |
| 1–2 mm                           | Sand             | Mycket grov sand  |
| 0,5–1 mm                         | Sand             | Grov sand         |
| 0,25–0,5 mm (1/4–1/2 mm)         | Sand             | Mellansand        |
| 0,125–0,25 mm (1/8–1/4 mm)       | Sand             | Finsand           |
| 0,0625–0,125 mm (1/16–1/8 mm)    | Sand             | Mycket fin sand   |
| 3,9 µm–0,0625 mm (1/256–1/16 mm) | Silt             |                   |
| < 3,9 μm (< 1/256 mm)            | Ler              |                   |

## Kornstorleken hos bergarter

### Magmatiska bergarter
När det gäller magmatiska bergarter beror kornstorleken framförallt på tiden det tagit för mineralkornen att kristalliseras. Bergarter som kristalliseras långsamt som till exempel granit och pegmatit blir grovkorniga. En långsam avsvalning har ofta skett hos djupbergarter, bergarter som svalnat långt ner i marken. Oftast får en bergart mindre kristaller ju snabbare avkylningen har skett. Hos bergarten obsidian som är ett vulkaniskt glas stelnar lavan som bildar bergarten så snabbt att kristaller inte hinner bildas. Kornstorleken för obsidian kan anges som finkornig, glasig eller ej kornig.

### Sedimentära bergarter
Kornstorleken hos sedimentära bergarter beror oftast på hur långt kornen som utgör bergarten har transporterats. Ett exempel är de stora kantiga bergartsfragmenten i sedimentär breccia. Här visar även kantigheten hos fragmenten hur kort de har transporterats.

### Metamorfa bergarter
Hos metamorfa bergarter beror kornstorleken på ursprungsmaterialet och de tryck och temperaturer som verkat under bildandet av den metamorfa bergarten. Exempel på en grovkorniga metamorfa bergart är gnejs. En medelkornig metamorf bergart är kvartsit och en finkornig är fyllit.